# زلتان بيريز
زلتان بيريز (بالمجرية: Béres Zoltán)‏ (مواليد 19 يناير 1970) هو ملاكم مجري، مثّل بلاده في الألعاب الأولمبية الصيفية 1992.

## روابط خارجية
زلتان بيريز على موقع بوكس ريك (الإنجليزية) (registration required)
- زلتان بيريز على موقع أوليمبيديا (الإنجليزية)
- زلتان بيريز على موقع اللجنة الأولمبية المجرية (الهنغارية)